# John E. Upledger
John Edwin Upledger (* 10. Februar 1932 in Detroit, Michigan; † 26. Oktober 2012 in Palm Beach Gardens, Florida) war ein US-amerikanischer Arzt der Osteopathie und Chirurgie. Er wurde in der Fachrichtung Alternativmedizin promoviert. Er entwickelte die Cranio-Sacral-Therapie.

## Leben
1975–1983 unterrichtete er als Professor für Biochemie und klinische Studien am College für osteopathische Medizin der Michigan State University. Upledger galt als Verfechter der Untersuchung neuer Therapiemethoden. Er schrieb mehrere Bücher über die Craniosacral-Therapie.
Craniosacral Therapy, Craniosacral Therapy II – Beyond the Dura, Somato Emotional Release, Your Inner Physician and You und A Brain is Born zählen zu den bedeutendsten Werken Upledgers.
Zusammen mit seinem Sohn John Matthew Upledger hat er die International Alliance of Healthcare Educators (IAHE) und die International Association of Healthcare Practitioners (IAHP) gegründet. 1985 gründete er das Upledger Institute und die Upledger Clinic in Florida, in denen seine Entdeckungen im Bereich der Craniosacral-Therapie auch nach seinem Tod weiterentwickelt wurden.

## Veröffentlichungen
- John E. Upledger, Jon D. Vredevoogd: Lehrbuch der CranioSacralen Therapie. 4. Auflage. Haug, 2000, ISBN 3-8304-7017-7, S. 446.
- John E. Upledger: CranioSacral Therapy: Touchstone for Natural Healing. North Atlantic Books, 2001, ISBN 1-55643-368-9, S. 128.
- John E. Upledger, Jon D. Vredevoogd: Lehrbuch der CranioSacralen Therapie II: beyond the Dura. Georg Thieme Verlag, 2002, ISBN 3-8304-7091-6, S. 258.
- John E. Upledger: Die Entwicklung des menschlichen Gehirns und ZNS – A brain is born. Georg Thieme Verlag, 2003, ISBN 3-8304-7158-0, S. 328.
- John E. Upledger: Auf den inneren Arzt hören:  eine Einführung in die Craniosacral-Therapie. Hugendubel, 2006, ISBN 3-7205-2497-3, S. 191.
- John E. Upledger: Lessons out of school: From Detroit Gangs to New Healing Paradigms - Life Stories of Dr. John E. Upledger. North Atlantic Books, 2006, ISBN 1-55643-615-7, S. 342.
- John E. Upledger: Mit sanfter Berührung: Craniosacral-Behandlung für Babys und Kleinkinder. Kösel-Verlag, 2007, ISBN 978-3-466-34511-3, S. 125.
- John E. Upledger, Richard Grossinger, Donald Ash, Don Cohen: CranioSacral Therapy: What It Is, How It Works. North Atlantic Books, 2008, ISBN 978-1-55643-695-6, S. 118.
- John E. Upledger: Cell Talk: Transmitting Mind into DNA. North Atlantic Books, 2010, ISBN 978-1-55643-913-1, S. 544.
- John E. Upledger: SomatoEmotionale Praxis der CranioSacralen Therapie: SomatoEmotional Release. Georg Thieme Verlag, 2010, ISBN 978-3-8304-7325-1, S. 232.